# تویو سویسان
تویو سویسان (انگلیسی: Toyo Suisan) شرکت صنایع غذایی ژاپنی است، که در سال ۱۹۵۳ تأسیس شد.